# La grande corsa (programma televisivo)
La grande corsa è stato un programma televisivo italiano ideato da Luciano Rispoli e da lui condotto insieme ad Anna Carlucci, andato in onda su Rai 1 dal 20 maggio al 13 giugno 1987, per tredici puntate, alle 18:30.

## Il programma
Trasmesso nella fascia preserale in diretta da Torino, consisteva in una gara dove diciotto giovani facevano una sorta di Giro d'Italia sfidandosi sulla conoscenza dei luoghi visitati: il loro compito era redigere un tema in cui descrivere i luoghi raggiunti. L'autore del tema migliore avrebbe vinto la puntata.
Tra gli autori del programma, oltre allo stesso Rispoli, figuravano Ludovico Peregrini e Gianni Ippoliti.